# Resolució 1567 del Consell de Seguretat de les Nacions Unides
La Resolució 1567 del Consell de Seguretat de les Nacions Unides, adoptada per unanimitat el 14 d'octubre de 2004 després de reafirmar les resolucions 808 (1993), 827 (1993), 1166 (1998), 1329 (2000), 1411 (2002), 1481 (2003), 1503 (2003) i 1534 (2004), i examinar les candidatures per als càrrecs de magistrats del Tribunal Penal Internacional per a l'antiga Iugoslàvia rebudes pel Secretari General Kofi Annan, el Consell va establir una llista de candidats en concordança a l'article 13 de l'Estatut del Tribunal Internacional per a consideració de l'Assemblea General.
La llista dels 22 candidats proposada per Kofi Annan va ser la següent:
- Carmel A. Agius (Malta)
- Jean-Claude Antonetti (França)
- Iain Bonomy (Regne Unit)
- Liu Daqun (Xina)
- Mohamed Amin El-Abbassi El Mahdi (Egipte)
- Elhagi Abdulkader Emberesh (Líbia)
- Rigoberto Espinal Irias (Hondures)
- O-Gon Kwon (Corea del Sud)
- Theodor Meron (Estats Units)
- Bakone Melema Moloto (Sud-àfrica)
- Prisca Matimba Nyambe (Zàmbia)
- Alphonsus Martinus Maria Orie (Països Baixos)
- Kevin Horace Parker (Austràlia)
- Fausto Pocar (Itàlia)
- Yenyi Olungu (República Democràtica del Congo)
- Sharada Prasad Pandit (Nepal)
- Vonimbolana Rasoazanany (Madagascar)
- Patrick Lipton Robinson (Jamaica)
- Wolfgang Schomburg (Alemanya)
- Mohamed Shahabuddeen (Guyana)
- Christine Van den Wyngaert (Bèlgica)
- Volodymyr A. Vassylenko (Ucraïna)